# Lijst van beschermd erfgoed in Brugelette
Onderstaande tabel geeft een overzicht van de beschermde erfgoederen in de gemeente Brugelette. Het beschermd erfgoed maakt deel uit van het cultureel erfgoed in België.

## Beschermd erfgoed
| Object | Bouwjaar/architect | Deelgemeente    | Adres | Coördinaten                   | Nummer?                | Afbeelding |
| --- | ------------------ | --------------- | ----- | ----------------------------- | ---------------------- | --- |
| Kasteel van Attre en de bijgebouwen (monument), en het ensemble gevormd door het kasteel, de bijgebouwen en diens omgeving (site) |                    | Attre           |       | 50° 36' 31" NB, 3° 50' 27" OL | 51012-CLT-0001-01 Info | Kasteel van Attre en de bijgebouwen (monument), en het ensemble gevormd door het kasteel, de bijgebouwen en diens omgeving (site) |
| Kunstmatige rots gelegen in de geklasseerde site van het Kasteel van Attre |                    | Attre           |       | 50° 36' 29" NB, 3° 50' 43" OL | 51012-CLT-0002-01 Info | |
| De brug, kleppen en het mechanisme van de molen geheten "De la passe Tout Outre", in Brugelette (monument) en het ensemble gevormd door de molen en het omliggende landschap (site) |                    | Attre           |       | 50° 36' 27" NB, 3° 49' 53" OL | 51012-CLT-0003-01 Info | De brug, kleppen en het mechanisme van de molen geheten "De la passe Tout Outre", in Brugelette (monument) en het ensemble gevormd door de molen en het omliggende landschap (site) |
| De verschillende gebouwen van de voormalige abdij van Cambron-Casteau, namelijk de binnenplaats ten westen van de ingang (18e - 19e eeuw), met uitzondering van de werkplaats, en het neo-klassieke kasteel gebouwd door architect Limburg in 1854 en het ensemble gevormd door de verschillende gebouwen in het gebied van de oude abdij van Cambron-Casteau en de omliggende gebieden |                    | Cambron-Casteau |       | 50° 35' 14" NB, 3° 53' 7" OL  | 51012-CLT-0004-02 Info | De verschillende gebouwen van de voormalige abdij van Cambron-Casteau, namelijk de binnenplaats ten westen van de ingang (18e - 19e eeuw), met uitzondering van de werkplaats, en het neo-klassieke kasteel gebouwd door architect Limburg in 1854 en het ensemble gevormd door de verschillende gebouwen in het gebied van de oude abdij van Cambron-Casteau en de omliggende gebieden |
| Sint-Vincentiuskerk te Cambron-Casteau |                    | Cambron-Casteau |       | 50° 35' 22" NB, 3° 52' 46" OL | 51012-CLT-0006-01 Info | Sint-Vincentiuskerk te Cambron-Casteau |
| De gevels en daken van het oude klooster van de Karmelieten en het huis uit 1830 samengevoegd met het voormalige klooster |                    | Brugelette      |       | 50° 35' 34" NB, 3° 51' 34" OL | 51012-CLT-0007-01 Info | |

## Uitzonderlijk erfgoed
| Object | Bouwjaar/architect | Deelgemeente | Adres | Coördinaten                   | Nummer?                | Afbeelding |
| --- | ------------------ | ------------ | ----- | ----------------------------- | ---------------------- | --- |
| De gevels en daken van het kasteel Attre en interieur van de gebouwen delen: de vestibule en zijn oratorium, de grote zomerkamer, de kamer bezet door de grote trap, de Chinese Kamer (omvattende de gordijnen, originele stoelen en bijpassende zetels), de salon van de aartshertogen (inclusief originele zetels), de kamer van Marie-Christine en haar boudoir, de wintersalon, de eetkamer en, boven, de bibliotheek en een speelkamer, alsook de gevels, muren en daken van de twee paviljoens bij de entree en de site van het kasteelpark. |                    |              |       | 50° 36' 31" NB, 3° 50' 27" OL | 51012-PEX-0001-01 Info | De gevels en daken van het kasteel Attre en interieur van de gebouwen delen: de vestibule en zijn oratorium, de grote zomerkamer, de kamer bezet door de grote trap, de Chinese Kamer (omvattende de gordijnen, originele stoelen en bijpassende zetels), de salon van de aartshertogen (inclusief originele zetels), de kamer van Marie-Christine en haar boudoir, de wintersalon, de eetkamer en, boven, de bibliotheek en een speelkamer, alsook de gevels, muren en daken van de twee paviljoens bij de entree en de site van het kasteelpark. |
| Kunstmatige rots gelegen in de geklasseerde site van Kasteel Attre |                    |              |       | 50° 36' 29" NB, 3° 50' 43" OL | 51012-PEX-0002-01 Info | |